# Actia rubifrons
Actia rubifrons är en tvåvingeart som först beskrevs av Jean-Baptiste Robineau-Desvoidy 1830.  Actia rubifrons ingår i släktet Actia och familjen parasitflugor.
Artens utbredningsområde är Frankrike. Inga underarter finns listade i Catalogue of Life.